# Pilotis

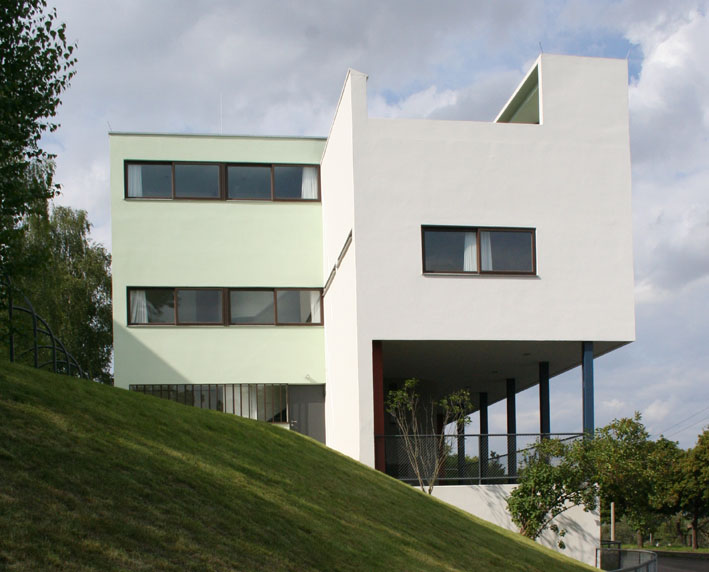
Pilotis i en av Le Corbusiers byggnader i Weissenhofsiedlung

Pilotis är, i den funktionalistiska arkitekturen, ett pelarstöd, ofta utfört i armerad betong. Pelarna är bärande och lyfter ofta upp hela våningsplan för att på så sätt frigöra yta under en byggnad och uppnå en kontrastverkan mellan byggnaden och marken. Detta drag utvecklade och använde sig den fransk-schweiziske arkitekten Le Corbusier av i sina tidiga byggnader, exempelvis Villa Savoye. Förekomsten av pilotis var en av de fem grundstommarna för god arkitektur, enligt Le Corbusier.